# American Made
American Made  is een Amerikaanse komische actiefilm uit 2017, geregisseerd door Doug Liman. De hoofdrollen worden vertolkt door Tom Cruise, Domhnall Gleeson, Sarah Wright, Jesse Plemons en Caleb Landry Jones. De film is geïnspireerd door het leven van Barry Seal, een voormalige TWA-piloot die missies vloog voor de CIA en in de jaren tachtig een drugssmokkelaar werd voor het Medellínkartel. Om gevangenisstraf te voorkomen, werd Seal informant voor de DEA.

## Verhaal
Piloot Barry Seal werkt voor de Amerikaanse luchtvaartmaatschappij Trans World Airlines (TWA). Als Seal wordt betrapt op het smokkelen van wapens voor Fidel Castro's tegenstanders in Cuba, wordt hij ontslagen. Omdat hij geen noemenswaardige baan kan vinden, gaat hij in op het aanbod van een CIA agent om diverse geheime vliegmissies uit te voeren in Zuid-Amerika. Tijdens één van die missies wordt hij benaderd door het Colombiaanse Medellínkartel om ook voor hen te werken. Seal gaat akkoord en regelt zelfstandig alle cocaïnetransporten van Colombia naar de Verenigde Staten. Voor elk transport betalen de kartelbazen Seal meer dan een miljoen dollar. De CIA weet hiervan, maar knijpt een oogje dicht zolang hun missie niet in gevaar komt. Drie jaar later valt Seal in handen van drugsagenten in Florida. Om de dreiging van zestig jaar gevangenisstraf te vermijden, stemt hij ermee in om informant te worden van de DEA.

## Rolverdeling
| Acteur             | Personage           |
| ------------------ | ------------------- |
| Tom Cruise         | Barry Seal          |
| Domhnall Gleeson   | Monty Schafer       |
| Sarah Wright       | Lucy Seal           |
| Jesse Plemons      | Sheriff Joe Downing |
| Caleb Landry Jones | JB                  |
| Jayma Mays         | Dana Sibota         |
| Lola Kirke         | Judy Downing        |
| Connor Trinneer    | George W. Bush      |
| Mauricio Mejía     | Pablo Escobar       |
| Alejandro Edda     | Jorge Ochoa         |
| Benito Martinez    | James Rangel        |
| Fredy Yate         | Carlos Lehder       |

Tom Cruise speelde de rol van Barry Seal.

## Release
De film ging in première op 18 augustus 2017 in Taiwan. In de Verenigde Staten werd de film uitgebracht op 29 september 2017.

## Ontvangst
De film ontving over het algemeen gunstige recensies van critici. Op Rotten Tomatoes heeft American Made een waarde van 85% en een gemiddelde score van 6,90/10, gebaseerd op 272 recensies. Op Metacritic heeft de film een gemiddelde score van 65/100, gebaseerd op 50 recensies.

## Trivia
In de speelfilm wordt als smokkelvliegtuig gebruikgemaakt van een tweemotorige Piper Aerostar. In werkelijkheid vloog de échte Barry Seal een Twin Beech. Tijdens de opnames van de film raakte de Piper Aerostar betrokken bij een fataal ongeval, waarbij twee personen het leven lieten.